# El Alcornocal
El Alcornocal es un cerro situado en la sierra de Guadarrama (sierra perteneciente al sistema Central), y en el término municipal de Manzanares el Real, un pueblo del noroeste de la Comunidad de Madrid (España).

## Descripción
Este cerro, de 1110 metros de altura, constituye la parte más meridional, de menor superficie y más baja de las tres en las que está dividida La Pedriza, una zona de la sierra de Guadarrama de especial interés geológico, paisajístico y deportivo. 
En las laderas de este cerro abundan las rocas, riscos y canchales de granito, muy propios de La Pedriza. La vegetación existente se compone de matorrales mediterráneos, siendo el más representativo la jara. Existen escasas formaciones arbóreas, entre las que destacan pequeños grupos de alcornoques. Estos árboles dan nombre al cerro y son muy escasos en la sierra de Guadarrama. La base del cerro está a una altitud de unos 950 metros y su prominencia alcanza los 160 m. Al sur y oeste de El Alcornocal se extienden barrios residenciales de Manzanares el Real, desde donde salen rutas de senderismo que se adentran en La Pedriza. Al norte de El Alcornocal está el collado de la Cueva, que separa esta zona de La Pedriza de la zona conocida como la Pedriza Anterior.

### Senderismo
- Rutas por el Alcornocal de La Pedriza

- Datos: Q5820809